# Отпевание

Отпевание монаха в Сретенском монастыре Москвы

Отпева́ние, также Чин погребе́ния (Чин, быва́емый на погребе́ние) в русском православии — название богослужения, описанного в Требнике под названием После́дование ме́ртвенное (Νεκρώσιμος Ἀκολουθία); одно из богослужений (треб); совершается единожды над телом умершего христианина, как правило в храме.
В просторечии часто смешивается с термином «панихида», которая, хотя во многом конструктивно схожа с чином отпевания, есть иное чинопоследование. Панихида в отличие от отпевания совершается много раз по тому или иному умершему человеку.
Богослужебные книги Русской церкви содержат пять видов последования мертвенного:
- мирских человек;
- монашеское — для монахов (в том числе иеромонахов);
- иерейское — для лиц в иерейском сане, а также епископов (отличается пространностью и торжественностью; по составу имеет сходство с утреней Великой Субботы);
- младенцев — для лиц, не достигших 7-летнего возраста;
- в Пасху — совершается в первую седмицу Пасхи (в Неделю Пасхи отпевание не проводится).

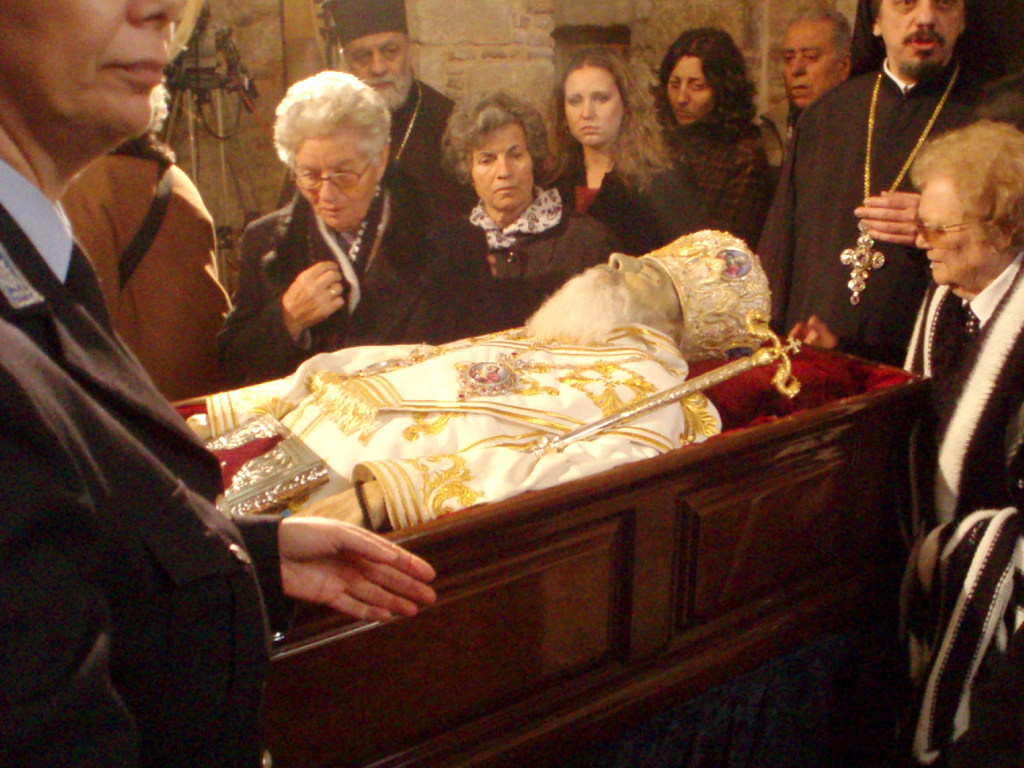
Отпевание архиепископа Афинского Христодула

Кроме того, Священный синод 13 декабря 1963 имел суждение о Чине архиерейского отпевания, составленном митрополитом Куйбышевским Мануилом (Лемешевским) и постановил «разрешить употребление Чина архиерейского отпевания <…> не к обязательному употреблению, но к употреблению по предварительному завещанию Преосвященных».
Чин архиерейского погребения в конструктивном отношении точно сохраняет строй иерейского погребения; новым является исполнение Непорочных не на три статии, а на две, с припевами, положенными в чине погребения монахов; оттуда же заимствован седален, глас 2-й «Да человеки общники» — вместо седальна «Днесь разлучаются от сродства». Собственно новыми (авторскими) являются: тропарь по 23-м псалме «Иже течение сконча» и седален «Христе Царю»; тропарь по 83-м псалме «К Тебе, Христе, взываю»; канон, глас 6-й, который сохраняет ирмосы из канона иерейского погребения, но с новыми тропарями.
Чин архиерейского отпевания не получил распространения.

## Чин отпевания мирянина
Гроб с телом усопшего вносят в храм под колокольный звон. Отпевание может происходить и на дому усопшего. При этом правильным считается именно церковное отпевание. В то же время домашнее отпевание не отвергается Церковью, а считается крайней мерой.
- После прочтения Начальных молитв погребение мирянина начинается 90-м псалмом «Живы́й в по́мощи Вы́шняго, в кро́ве Бо́га небе́снаго водвори́тся…».
- После него читается или поётся полностью 17 кафизма: «Благослове́н еси́, Го́споди, научи́ мя оправда́нием Твои́м…» с припевами. Псалом 118 разделён на три статьи (части), к каждому стиху первой статьи припев: «Аллилуиа», к каждому стиху второй статьи припев: «Помилуй раба Твоего (или рабу Твою)», к каждому стиху третьей статьи припев: «Аллилуиа», между статьями священник произносит заупокойную ектенью («Поми́луй нас. Бо́же, по вели́цей ми́лости Твое́й…»). При пении Непорочен, присутствующие на отпевании стоят с зажжёнными свечами.
- После 17 кафизмы (118 псалма), поются тропари пятого гласа: «Благослове́н еси́, Го́споди, научи́ мя оправда́нием Твои́м…»
- После тропарей пятого гласа священник произносит заупокойную ектенью.
- После чего поётся седален за упокой.

Покой, Спасе наш,  с праведными раба Твоего (или рабу Твою или раб Твоих),  и сего (или сию или сих) всели во дворы Твоя, / якоже есть писано: / презирая яко благ прегрешения его (или ея или их)  вольная и невольная,  и вся яже в ведении и не в ведении, Человеколюбче…
- Затем читается 50-й псалом.
- По прочтении 50-го псалма поётся заупокойный канон 6 гласа; после каждого ирмоса по четыре тропаря, припев к первому тропарю: «Дивен Бог во святых Своих, Бог Израилев», ко второму тропарю: Покой, Господи, душу усопшаго раба Твоего (или душу усопшия рабы Твоея или раб Твоих), к третьему тропарю: «Слава Отцу и Сыну и Святому Духу», к четвёртому «И ныне и присно и во веки веков. Аминь». После третьей песни канона священник произносит заупокойную ектенью и поется седален:

Вои́стинну суета́ вся́ческая, житие́ же сень и ́ сонiе, и́бо всу́е мяте́тся всяк земноро́дный, я́коже рече́ Писа́ние: егда́ мір приобря́щем, тогда́ во гроб всели́мся, идеже́ вку́пе ца́рие и ни́щии. Те́мже, Христе́ Бо́же, преста́вльшагося ра́ба Твоего́ или преста́вльшуюся рабу Твою или преста́вльшихся раб Твоих) упоко́й,  я́ко Человеколюбец.
и поется богородичен седальна.
После шестой песни канона священник произносит заупокойную ектенью и поётся заупокойный кондак:
Со святы́ми упоко́й, Христе́, ду́шу раба́ Твоего́ (или ду́шу рабы́ Твоея́ или ду́ши раб Твои́х), иде́же несть боле́знь, ни печа́ль, ни воздыха́ние, но жизнь безконе́чная.
и заупокойный икос:
Сам еди́н еси́ безсме́ртный, сотвори́вый и созда́вый челове́ка: земни́и у́бо от земли́ созда́хомся, и в зе́млю ту́южде по́йдем, я́коже пове́лел еси́, созда́вый мя и реки́й ми: яко земля́ еси́, и в зе́млю оты́деши: а́може вси челове́цы по́йдем, надгро́бное рыда́ние творя́ще песнь: аллилуия́.
- После канона священник произносит заупокойную ектенью.
- Затем поются восемь заупокойных стихир Иоанна Дамаскина. Каждая из стихир поется на свой глас Осмогласника, начиная с первого и кончая восьмым гласом.
- После заупокойных стихир следуют Блаженны.
- Прокимен: «Блаже́н путь, во́ньже и́деши днесь, душе́, яко угото́вася тебе́ ме́сто упокое́ния.» Стих: «К Тебе́, Го́споди, воззову́, Бо́же мой, да не премолчи́ши от мене́».
- Читается Апостол, 270 зачало (1Фес. 4:13–17).
- Также читается соответствующее место из Евангелия от Иоанна, зачало 16 (Ин. 5:24–30).
- После чтения Евангелия произносится ектения об упокоении: «Помилуй нас, Боже, по великой милости Твоей, молим Тебя об этом, услышь и помилуй…».
- После этого начинается прощание с усопшим. Поются стихиры второго гласа, подобен «Егда́ от дре́ва»:

Прииди́те, после́днее целова́ние  дади́м, бра́тие, уме́ршему...
Во время пения стихир родственники и друзья дают последнее целование умершему — подходят по очереди к гробу и целуют «венчик», лежащий на лбу умершего и икону в его руках, перед тем как гроб с покойником будет закрыт и предан земле.
- Затем читается Трисвятое и Отче наш.
- Поются тропари 4 гласа:

Со ду́хи пра́ведных сконча́вшихся, ду́шу ра́ба Твоего́ (или ду́ши рабы́ Твоея́), Спа́се, упоко́й, сохраня́я ю (их) во блаже́нной жи́зни, я́же у Тебе́, Человеколю́бче...
- Произносится ектения об упокоении, после чего священник произносит:

Во блаже́нном успе́нии ве́чный поко́й пода́ждь, Го́споди, усо́пшему рабу́ Твоему́ (усо́пшей рабе́ Твоей) имярек, и сотвори́ ему́ (ей) ве́чную па́мять.
- Хор трижды поёт: «Вечная память», после чего священник читает прощальную молитву[9].

С пением «Святый Боже…» гроб с телом усопшего выносится из храма. Часто гроб три раза обносят вокруг храма, причём с гробом идут в направлении, противоположном обычному крестному ходу (у послереформенной православной церкви обычный крестный ход против хода солнца, что в северном полушарии соответствует против часовой если смотреть сверху, а с гробом — по ходу солнца, по часовой).
Перед закрытием гроба и положением его в могилу священник предаёт тело умершего земле — посыпает крестообразно землю на тело умершего с произнесением слов: «Господня земля, и исполнение ея, вселенная и вси живущий на ней». Затем священник читает молитву разрешительную. Гроб закрывают крышкой, которую прибивают гвоздями или закрывают с помощью иных замков. После этого при пении литии гроб с телом умершего опускают в могилу, ногами к востоку, и во время пения тропарей: «Со ду́хи пра́ведных сконча́вшихся, ду́шу ра́ба Твоего́, Спа́се, упоко́й, сохраня́я ю во блаже́нной жи́зни» могилу засыпают землей. На место, под которым находятся ноги покойника, устанавливают Крест.